# PSV Recklinghausen
Die Polizeisportvereinigung e. V. Recklinghausen ist ein Sportverein in Nordrhein-Westfalen, dessen Frauenhandballmannschaft bis zum Frühjahr 2010 in der 2. Bundesliga Nord spielte.

## Geschichte
Die PSV Recklinghausen wurde 1920 gegründet. Von Anfang an würde besonders der Handball gepflegt, damals allerdings als Feldhandball auf dem Fußballfeld. Die Heimspielanlage der Feldhandballer war der heute von den Fußballern des Vereins genutzte Sportplatz an der Cäcilienhöhe, der sich hinter dem Polizeiunterkunftsgelände befindet.
Bereits 1934 gelang der Herren-Handballmannschaft der Aufstieg in die Bezirksliga, damals die zweithöchste Spielklasse. Bis zum Aufstieg in die höchste Klasse – die Gauliga Westfalen – sollte es noch bis 1939 dauern. Als Neuling sicherte sich die PSV am Ende der Saison 1939/40 den Titel eines Westfalenmeisters und spielte um die deutsche Meisterschaft mit. Nach zwei weniger erfolgreichen Jahren konnte PSV Recklinghausen in den Jahren 1943 und 1944 erneut die Westfalenmeisterschaft erringen und in der Endrunde um die deutsche Meisterschaft mitspielen. Hier war allerdings jeweils in der Zwischenrunde Endstation. In den 1950er Jahren konnten die Handballer der PSV an die Erfolge anknüpfen und stiegen 1953 erneut in die höchste deutsche Spielklasse – die Oberliga – auf. Hier wurde man 1960 Westfälischer Vizemeister. Zuschauerzahlen von über 1000 waren zu dieser Zeit keine Seltenheit. Bis 1971 konnte man sich in der Oberliga behaupten, die nach der Einführung der Handball-Bundesliga 1966 nunmehr die zweithöchste Klasse darstelle. Danach verlor der Feldhandball an Bedeutung und wurde allmählich vom Hallenhandball abgelöst.
Der Verein hat etwa 1.800 Mitglieder, davon die Handballabteilung etwa 550. Die Heimspiele trägt die PSV in der 480 Zuschauer fassenden Sporthalle Nord aus. Schon in der Saison 2001/02 gaben die PSV-Handballerinnen ein kurzes Gastspiel in der 2. Bundesliga Süd, wo aber dem Aufstieg mit 6:26 Punkten der sofortige Wiederabstieg folgte. Die Rückkehr in die 2. Bundesliga Nord gelang dann 2005. Im Frühjahr 2010 gab der Verein bekannt ab der Saison 2010/11 nicht mehr in der 2. Bundesliga anzutreten und eine Mannschaft für die Dritte DHB Liga zu stellen. Zur Saison 2018/19 ging es, nach 25 Jahren in der 2. und 3. Liga, in die Oberliga Westfalen.
Saisonbilanzen seit 1999/00
| Saison  | Spielklasse        | Platz | Sp. | Tore    | Diff. | Punkte |
| ------- | ------------------ | ----- | --- | ------- | ----- | ------ |
| 1999/00 | Regionalliga West  | 3     | 22  | 502:410 | 92    | 33:11  |
| 2000/01 | Regionalliga West  | 1     | 26  | 686:488 | 198   | 46:6   |
| 2001/02 | 2. Bundesliga Süd  | 14    | 26  | 539:804 | −265  | 6:46   |
| 2002/03 | Regionalliga West  | 4     | 26  | 668:573 | 95    | 35:17  |
| 2003/04 | Regionalliga West  | 2     | 26  | 723:592 | 131   | 39:13  |
| 2004/05 | Regionalliga West  | 1     | 26  | 733:625 | 108   | 45:7   |
| 2005/06 | 2. Bundesliga Nord | 8     | 26  | 619:671 | −52   | 23:29  |
| 2006/07 | 2. Bundesliga Nord | 10    | 26  | 658:705 | −47   | 20:32  |
| 2007/08 | 2. Bundesliga Nord | 6     | 24  | 638:639 | −1    | 23:25  |
| 2008/09 | 2. Bundesliga Nord | 5     | 22  | 629:598 | 31    | 24:20  |
| 2009/10 | 2. Bundesliga Nord | –     | –   | –       | –     | –      |
| 2010/11 | 3. Liga West       | 3     | 26  | 785:755 | 30    | 32:20  |
| 2011/12 | 3. Liga West       | 12    | 26  | 691:789 | −78   | 15:37  |
| 2012/13 | 3. Liga Nord       | 5     | 26  | 771:779 | −8    | 30:22  |
| 2013/14 | 3. Liga Nord       | 5     | 26  | 741:687 | 54    | 32:20  |
| 2014/15 | 3. Liga West       | 9     | 26  | 671:680 | −9    | 20:32  |
| 2015/16 | 3. Liga West       | 10    | 22  | 534:622 | −88   | 15:29  |
| 2016/17 | 3. Liga West       | 9     | 22  | 535:575 | −40   | 17:27  |
| 2017/18 | 3. Liga West       | 11    | 22  | 508:654 | −146  | 12:32  |
| 2018/19 | Oberliga           |       |     |         |       |        |
| 2019/20 | Oberliga           |       |     |         |       |        |
| 2020/21 | 3. Liga Nord-West  |       |     |         |       |        |

|  | Aufstieg in die 2. Bundesliga                |
|  | Abstieg in die 3. Liga (vorher Regionalliga) |
|  | Abstieg in die Oberliga Westfalen (4. Liga)  |